# Barba de tres días

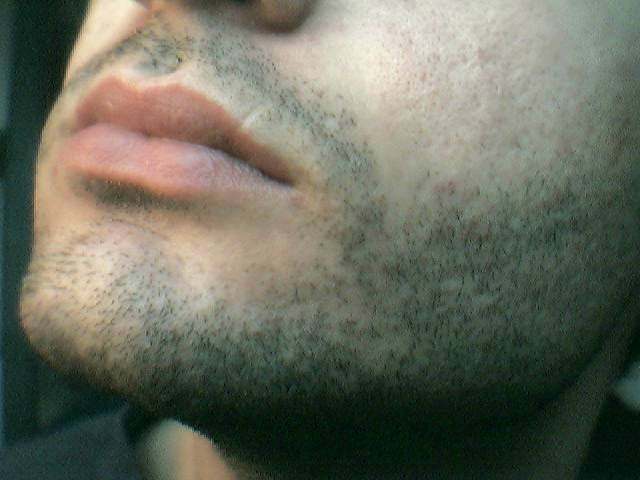
Barba de tres días.

La barba de tres días es un estilo de vello facial consistente en permitir un crecimiento muy corto de la barba, destinado a afectar una apariencia masculina áspera o deliberadamente descuidada. Su característica principal es que la piel bajo la barba aún se ve. La barba de tres días a menudo se luce permanentemente, por lo que se mantiene recortándola regularmente, obteniendo los mejores resultados con cortapelos eléctricos, que además permiten varias técnicas de afeitado. 
Aunque actualmente se considera un estilo a la moda, hasta los años 1980 una cara masculina sin afeitar completamente se veía públicamente como «descuidada y sin asear». El estilo surgió en 1983-1984 con el cantante George Michael, que decidió incluirlo en su look característico después de descuidar el afeitado diario durante una gira, y el actor Don Johnson, y más tarde recuperó popularidad al ser lucido por el actor Tom Cruise en la década de 2000 y los cantantes Craig David y Jason Derulo en los años 2010. Varias compañías fabrican ahora cortapelos específicamente diseñados para mantener la barba de tres días.